# Stefano Modena
Stefano Modena (Modena, 12 maggio 1963) è un ex pilota automobilistico italiano di Formula 1.

## Carriera

### Gli inizi
Nato a Modena, ma cresciuto a San Prospero, si appassionò di motori grazie al padre Leonello e cominciò a guidare il kart a dodici anni. Si laureò campione mondiale juniores e vinse il titolo sudamericano. Si diplomò come segretario d'azienda. Dopo alcune gare in Formula Panda, esordì in F3 italiana nel 1985 e l'anno successivo conquistò la Coppa Europa di Formula 3. La stagione seguente passò alla Formula 3000, e si laureò campione al primo tentativo. Le sue prestazioni attirarono Enzo Ferrari e la stampa italiana lo paragonò ad Ayrton Senna e Gilles Villeneuve.

### Formula 1

#### Gli esordi (1987-1988)
Esordì in Formula 1 al Gran Premio d'Australia, ultima gara della stagione, con la Brabham. Ecclestone gli offrì di correre gratis al posto di Riccardo Patrese, che aveva lasciato la scuderia. Modena impressionò con un quindicesimo posto in qualifica, di grande valore visto che non aveva mai provato una Formula 1 e non conosceva il tracciato, ma in gara si ritirò dopo una trentina di giri per problemi fisici.
Dopo aver provato alla Scuderia Italia e aver testato la Benetton in inverno, Modena firmò per la EuroBrun per il 1988. Nonostante i buoni tempi dei test invernali, la stagione fu difficile. A Monaco fu squalificato per non essersi presentato alla pesatura della vettura e in Messico fu nuovamente escluso per un alettone non conforme. Rientrato al Gran Premio del Canada, fu sesto finché non ruppe il cambio a due giri dalla fine. Il miglior risultato rimase un undicesimo posto al Gran Premio d'Ungheria.

#### Ritorno in Brabham e passaggio alla Tyrrell (1989-1991)
Tornò nei due anni successivi alla Brabham conquistando 4 punti con un terzo posto al Gran Premio di Monaco 1989, battuto dai dominatori della categoria Ayrton Senna ed Alain Prost e quinto al Gran Premio degli Stati Uniti 1990. Lo stesso anno il suo nome venne affiancato, da parte della stampa italiana, alla Scuderia Ferrari, come compagno di squadra di Prost per il 1991. Fu, invece, assunto dalla Tyrrell al posto di Jean Alesi, e fu secondo a Montréal. In quello stesso anno conquistò la prima fila al Gran Premio di Monaco al fianco di Ayrton Senna; mantenne la seconda posizione fino alla spettacolare esplosione del suo motore Honda che coinvolse anche Riccardo Patrese, che era terzo.

#### L'ultimo anno (1992)
L'anno seguente chiuse in F1 con la Jordan, ottenendo un punto al Gran Premio d'Australia 1992. Ha disputato 70 Gran Premi: due podi e 17 punti.

#### Risultati completi in Formula 1
| 1987 | Scuderia | Vettura |  |  |  |  |  |  |  |  |  |  |  |  |  |  |  |     |  | Punti | Pos. |
| ---- | -------- | ------- |  |  |  |  |  |  |  |  |  |  |  |  |  |  |  | --- |  | ----- | ---- |
| 1987 | Brabham  | BT56    |  |  |  |  |  |  |  |  |  |  |  |  |  |  |  | Rit |  | 0     |      |

| 1988 | Scuderia | Vettura |     |    |    |    |    |     |    |    |     |    |    |    |    |    |    |     |  | Punti | Pos. |
| ---- | -------- | ------- | --- | -- | -- | -- | -- | --- | -- | -- | --- | -- | -- | -- | -- | -- | -- | --- |  | ----- | ---- |
| 1988 | EuroBrun | ER188   | Rit | NC | ES | ES | 12 | Rit | 14 | 12 | Rit | 11 | NQ | NQ | NQ | 13 | NQ | Rit |  | 0     |      |

| 1989 | Scuderia | Vettura |     |     |   |    |     |     |     |     |     |    |     |    |    |     |     |   |  | Punti | Pos. |
| ---- | -------- | ------- | --- | --- | - | -- | --- | --- | --- | --- | --- | -- | --- | -- | -- | --- | --- | - |  | ----- | ---- |
| 1989 | Brabham  | BT58    | Rit | Rit | 3 | 10 | Rit | Rit | Rit | Rit | Rit | 11 | Rit | ES | 14 | Rit | Rit | 8 |  | 4     | 16º  |

| 1990 | Scuderia | Vettura     |   |     |     |     |   |    |    |   |     |     |    |     |     |     |     |    |  | Punti | Pos. |
| ---- | -------- | ----------- | - | --- | --- | --- | - | -- | -- | - | --- | --- | -- | --- | --- | --- | --- | -- |  | ----- | ---- |
| 1990 | Brabham  | BT58 e BT59 | 5 | Rit | Rit | Rit | 7 | 11 | 13 | 9 | Rit | Rit | 17 | Rit | Rit | Rit | Rit | 12 |  | 2     | 16º  |

| 1991 | Scuderia | Vettura |   |     |     |     |   |    |     |   |    |    |     |     |     |    |   |    |  | Punti | Pos. |
| ---- | -------- | ------- | - | --- | --- | --- | - | -- | --- | - | -- | -- | --- | --- | --- | -- | - | -- |  | ----- | ---- |
| 1991 | Tyrrell  | 020     | 4 | Rit | Rit | Rit | 2 | 11 | Rit | 7 | 13 | 12 | Rit | Rit | Rit | 16 | 6 | 10 |  | 10    | 8º   |

| 1992 | Scuderia | Vettura |    |     |     |    |     |     |     |     |     |    |     |    |    |    |   |   |  | Punti | Pos. |
| ---- | -------- | ------- | -- | --- | --- | -- | --- | --- | --- | --- | --- | -- | --- | -- | -- | -- | - | - |  | ----- | ---- |
| 1992 | Jordan   | 192     | NQ | Rit | Rit | NQ | Rit | Rit | Rit | Rit | Rit | NQ | Rit | 15 | NQ | 13 | 7 | 6 |  | 1     | 17º  |

| Legenda | 1º posto     | 2º posto | 3º posto    | A punti         | Senza punti/Non class.  | Grassetto – Pole position Corsivo – Giro più veloce |
| Legenda | Squalificato | Ritirato | Non partito | Non qualificato | Solo prove/Terzo pilota | Grassetto – Pole position Corsivo – Giro più veloce |

### La carriera nel Turismo

#### BMW, Alfa Romeo e Opel (1993-2000)
Chiuso con la F 1, nel 1993 Modena partecipò  al Campionato Italiano Superturismo e alla FIA World Cup in prova unica, con una BMW 318i dell'Euroteam.
Nel 1994 passò in Alfa Romeo-Euroteam nel Superturismo, su una 155 TS 2.0, terminando sesto il campionato con tre vittorie. Nello stesso anno partecipò alla FIA World Cup e agli ultimi tre eventi del campionato tedesco DTM, vincendo due gare al debutto, all'Avus, con una 155 V6 TI ufficiale dell'Alfa Corse.
L'anno seguente il DTM fu affiancato dall'International Touring Car Series, e il modenese Modena fu 16º e 7º nelle classifiche finali con una 155 V6 TI dell'Euroteam. Nel 1996 passò al team JAS, con Gabriele Tarquini e Michael Bartels, sull'ultima evoluzione della 155 V6 TI per il neonato International Touring Car Championship, terminando 12º con tre podi e nessuna vittoria. Nei tre anni successivi rimase all'Alfa Romeo e nel campionato tedesco, categoria D2, dapprima con una 155 a fine carriera (1997) e poi con la nuova 156 D2 (1998-1999).
Terminò nel 2000 dopo aver partecipato al rinato campionato DTM con una Opel Astra Coupé,sempre gestita dall'Euroteam.

### Carriera successiva

#### Bridgestone (2003 ad oggi)
Dopo il ritiro si dedicò ad alcune ventiquattro ore di kart e nel 2003 fu assunto dalla Bridgestone, azienda nipponica di pneumatici, per collaudare gomme da corsa prima e da strada poi. Negli anni ha condotto centinaia di test in ogni condizione geografica e climatica, in Francia, Spagna, Svezia, Regno Unito, Germania, Polonia, Belgio e Giappone. Sempre per l'azienda asiatica si dedicò alla promozione, al marketing e allo sviluppo di nuove gomme da strada, recandosi in Turchia, Indonesia, Thailandia, Nuova Zelanda, Stati Uniti d'America e a Dubai.
Dalla fine degli anni novanta vive permanentemente a Roma con la moglie ed ex attrice Sveva Altieri, da cui ha avuto due figli: Ascanio, archeologo e giornalista e Vittoria, giureconsulta e cantautrice.